# Martin Lindstrom
Martin Lindstrom (ur. w 1970 roku) – światowej sławy specjalista do spraw brandingu i neuromarketingu. Autor wielu książek, napisanych we współpracy z innymi ekspertami w dziedzinie marketingu, takimi jak: Don Peppers, Martha Rogers, Patrick Seybold i Philip Kotler. Pracował w prestiżowej agencji reklamowej BBDO, zajmował się promocją takich marek jak: Mars, Pepsi, Ericsson, The Walt Disney Company, American Express, Mercedes-Benz, Visa, McDonald’s, Gillette, Yellow Pages i Microsoft.

## Książki
- „Brand Building on the Internet”, 2000
- „Clicks, Bricks and Brands”, 2001

### Przetłumaczone na polski
- „Dziecko reklamy”, 2004
- „BRAND sense – marka pięciu zmysłów”, 2005
- „Zakupologia. Prawdy i kłamstwa o tym, dlaczego kupujemy”, 2009, wyd. Znak, ISBN 978-83-240-1180-3
- „Compradicion”, 2009